# 中部山岳國立公園
中部山岳國立公園，為日本的國立公園，範圍涵蓋長野縣、岐阜縣、富山縣、新潟縣，成立於1934年12月24日。

## 概要
1934年12月4日與大雪山國立公園、阿寒國立公園、日光國立公園、阿蘇國立公園（現阿蘇九重國立公園）一同成立。公園包含了上高地、乘鞍高原等高原與穗高岳及立山等3,000公尺級山岳。
1888年起，常年留居日本的英國傳教士瓦特·威士通（Walter Weston）登上中部山岳國立公園內的眾多山岳，並出版《MOUNTAINEERING AND EXPLORATION IN THE JAPANESE ALPS》，向世界介紹日本阿爾卑斯的魅力。為了紀念其貢獻，1937年8月26日於上高地清水屋旅館東北近方設立他的浮雕像。長野縣道24號上高地公園線釜隧道開通後，眾多觀光客搭乘巴士前往上高地。上高地的河童橋定期在每年4月27日舉行『上高地開山祭』。
立山與富士山、白山合稱日本三靈山（日本三名山），是自古以來庶民的信仰與登拜對象。1771年建立的登拜者住宿設施室堂小屋為國家重要文化財。
1971年6月1日立山黑部阿爾卑斯山脈路線全線開通後帶來了大量觀光客與登山客。日本山岳會成員的德仁天皇過去多次來到中部山岳國立公園，並曾登上白馬岳、唐松岳山、五龍岳、燕岳、常念岳、蝶岳等山。林木線標高約在2,500公尺左右，但在白馬岳等山岳北側較低。林木線以上的高山帶的是偃松與各種高山植物。標高約1,500至2,500公尺是屬於亞高山帶。標高1,500公尺以下山地因過去山毛欅遭到大量採伐，現在以日本落葉松等人工林與水楢等雜木林為主。乘鞍岳西北山麓的五色原需有嚮導同行才可進入。

## 歷史
- 1934年（昭和9年）12月4日 - 中部山岳国立公園成立。
- 1984年（昭和59年）6月15日 - 審核公園區域及公園計畫。
- 1992年（平成4年）7月14日 - 公園計畫部分變更。
- 1997年（平成9年）9月18日 - 公園計畫部分變更。

## 相關設施
- 栂池遊客中心：介紹濕原植物與高山植物。所在地為長野縣北安曇郡小谷村栂池自然園。

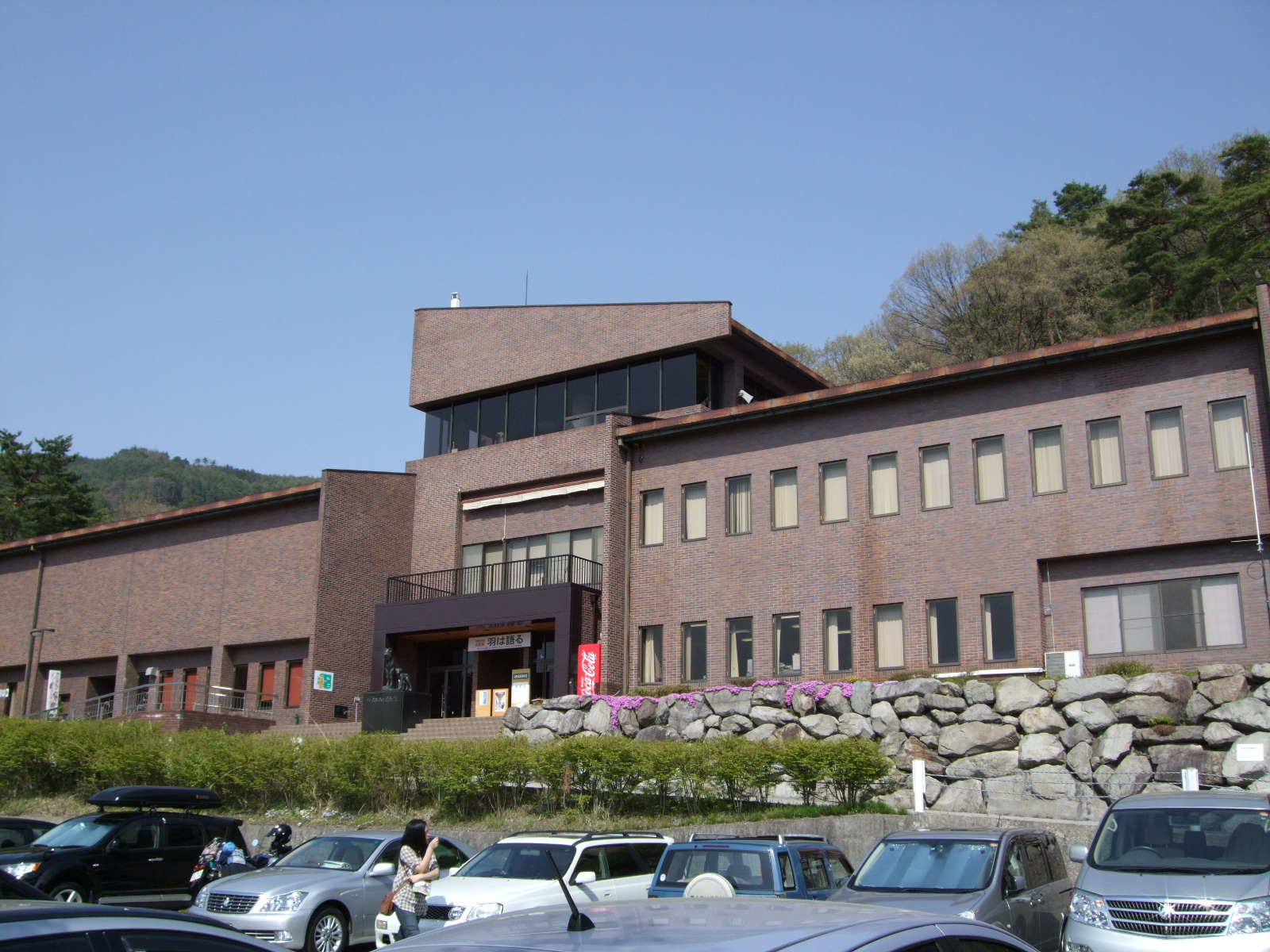
山麓大町市的大町山岳博物館

- 大町山岳博物館（日语：大町山岳博物館）：展示北阿爾卑斯的自然與登山史。進行岩雷鳥的調査研究[11]。所在地為長野縣大町市大町8056-1。
- 立山自然保護中心：展示與解說岩雷鳥與高山植物等立山動植物[12]。所在地為立山室堂平（日语：室堂）。
- 櫸平遊客中心：介紹黑部峽谷開發史與周邊動植物[13]。所在地為富山縣黑部市宇奈月町櫸平。
- 上高地遊客中心：提高上高地自然資訊。所在地為上高地河童橋（日语：河童橋）東北方約150公尺[5]。
- 飛驒·北阿爾卑斯自然文化中心（平湯遊客中心）：解說地形、地質與動植物[14]。周邊有自然探索道路。所在地為岐阜縣高山市奧飛驒溫泉鄉平湯763-12。
- 乘鞍自然保護中心：介紹乘鞍岳與乘鞍高原的動植物等[15]。所在地為長野縣松本市安曇4306-5。（冬季關閉）

## 使用人數統計

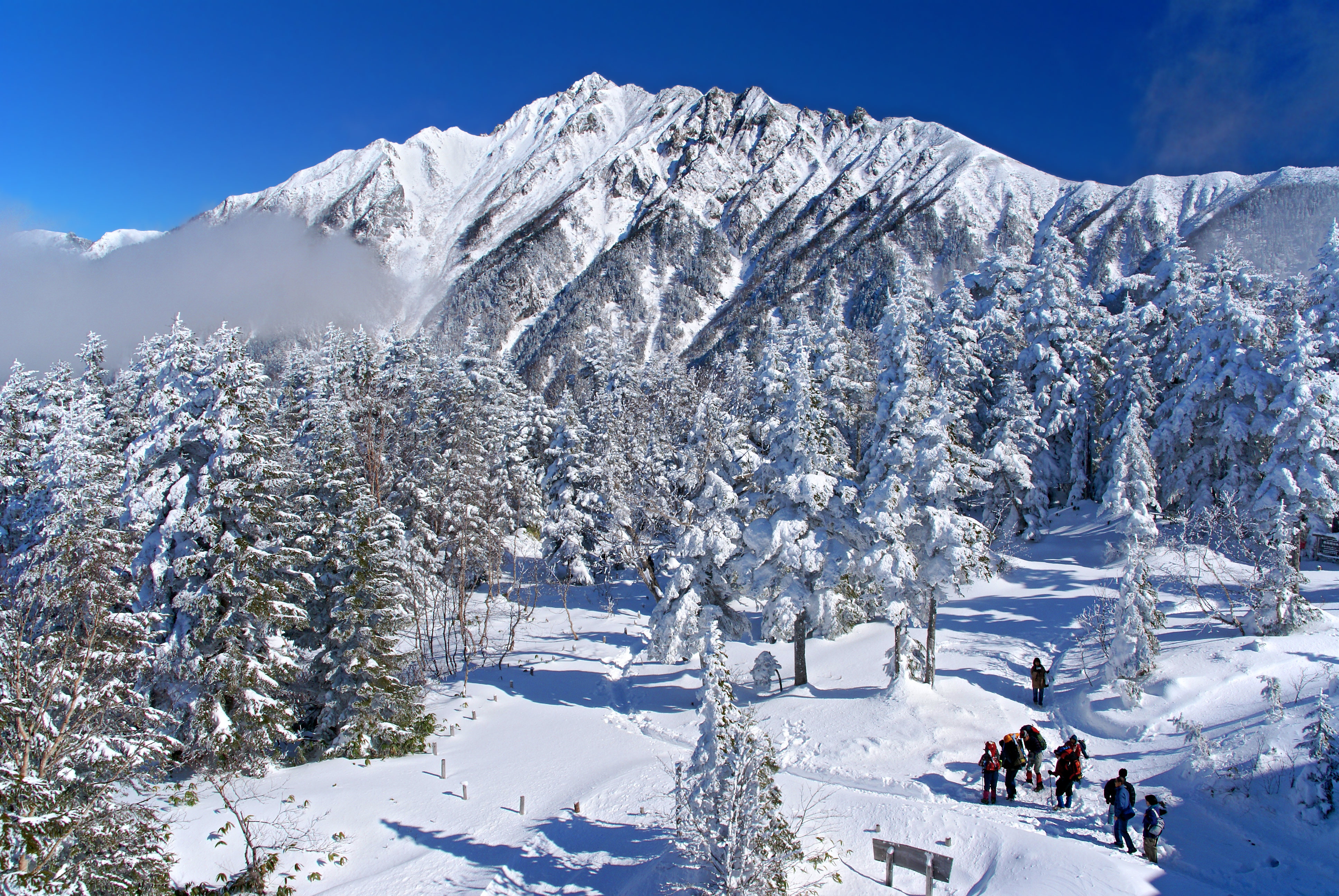
新穗高纜車的西穗高口站眺望西穗高岳。車站上方的「西穗高口展望台」曾獲2009年米其林指南二星評價。

公園使用人次變化如下。
| 年     | 使用人次 (人) | 備註                       |
| ------ | ------------- | -------------------------- |
| 1972年 | 756萬         |                            |
| 1976年 | 682萬         |                            |
| 1980年 | 790萬         |                            |
| 1984年 | 827萬         |                            |
| 1988年 | 1,039萬       |                            |
| 1992年 | 1,259萬       |                            |
| 1996年 | 1,362萬       | 上高地204萬、乘鞍地區103萬 |
| 2000年 | 1,263萬       |                            |
| 2004年 | 1,012萬       |                            |
| 2008年 | 977萬         |                            |
| 2012年 | 897萬         |                            |
| 2016年 | 828萬         |                            |
| 2018年 | 850萬         |                            |

## 自然

### 特別天然紀念物
公園內的特別天然紀念物如下。
- 白馬連山高山植物帶 - 白馬岳與五龍岳（日语：五竜岳）周邊的大型高山植物群落。高山植物超過400種以上[17]
- 藥師岳圈谷群 - 藥師岳（日语：薬師岳）東面上方的四個圈谷群。
- 上高地 - 梓川上游流域的上高地。
- 白骨溫泉的噴湯丘與球狀石灰石 - 白骨溫泉與其沉殿物。
- 黑部峽谷　附　猿飛與奥鐘山 - 黑部峽谷的爆布、溪流、深淵等。

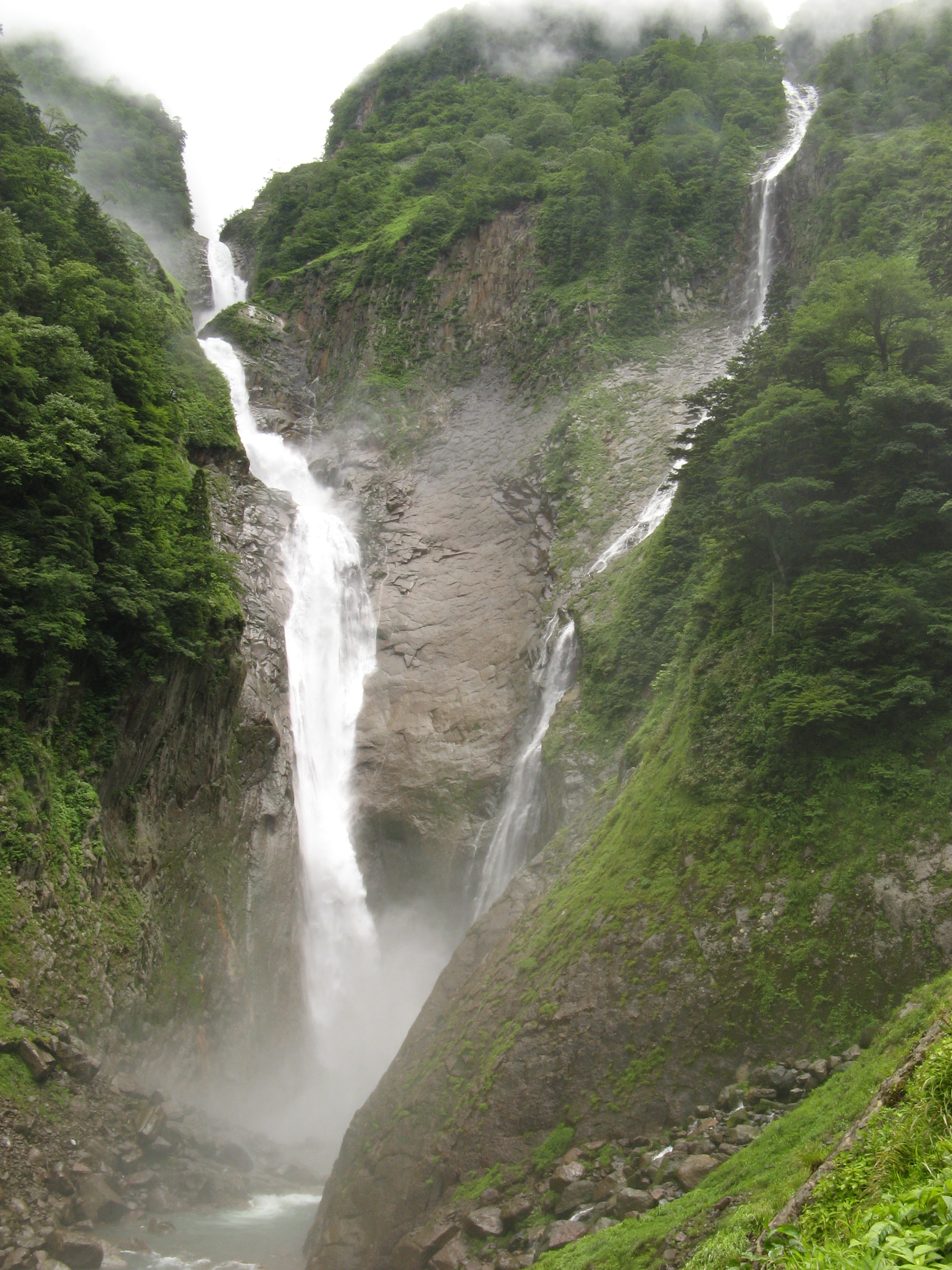
稱名瀑布（立山町）

- 岩雷鳥 - 棲息於公園內高山帶。
- 氈鹿 - 棲息於公園內山地。

| 名稱                         | 天然紀念物 指定日 | 特別天然紀念物 指定日 | 備註          |
| ---------------------------- | ----------------- | --------------------- | ------------- |
| 白馬連山高山植物帶           | 1922年10月12日    | 1952年3月29日         | [ 18 ] [ 19 ] |
| 藥師岳圈谷群                 | 1945年2月22日     | 1952年3月29日         | [ 20 ] [ 21 ] |
| 上高地                       | 1928年3月24日     | 1952年3月29日         | [ 22 ]        |
| 白骨溫泉的噴湯丘與球狀石灰石 | 1922年3月8日      | 1952年3月29日         | [ 23 ]        |
| 黑部峽谷 附 猿飛與奧鐘山     | 1956年9月7日      | 1964年7月10日         | [ 24 ]        |
| 岩雷鳥                       | 1923年3月10日     | 1955年2月15日         | [ 25 ]        |
| 氈鹿                         | 1934年5月1日      | 1955年2月15日         | [ 26 ]        |

### 天然紀念物
- 稱名瀑布（富山縣中新川郡立山町）
- 立山的山崎圏谷（日语：山崎カール）（富山縣中新川郡立山町）
- 新湯的玉滴石產地（日语：新湯）（富山縣富山市）
- 高瀨溪谷的噴湯丘與球狀石灰石（日语：湯俣温泉）（長野縣大町市）
- 中房溫泉的膠狀矽酸和矽華（日语：中房温泉）（長野縣安曇野市）

### 動物

#### 哺乳類
公園的山域內有日本黑熊、日本白鼬、日本髭羚、日本獼猴、日本赤狐、日本松鼠等哺乳類棲息。

#### 鳥類
岩雷鳥生活於立山、白馬岳、大天井岳的偃松高山帶。現為國家特別天然紀念物、富山縣鳥、環境省紅色名錄易危物種。此外，高山帶還有岩鷚與星鴉等，而亞高山帶則可見日本樹鶯、褐頭山雀、藍尾鴝等鳥類。

#### 高山蝶
公園內有以下九種高山蝶。高山蝶一般是指「一生都在高山帶與亞高山帶生活的蝶類」，日本國內共有13種。山岳攝影師田淵行男過去在常念岳周邊進行高山蝶研究。大部分品種已列為環境省與各都道府縣的紅色名錄受威脅級別。此外，大絹斑蝶與金鳳蝶等也會飛到高山帶。
| 分布域   | 和名                             | 科     | 紅色名錄（環境省、都道府縣）                                       |
| -------- | -------------------------------- | ------ | ------------------------------------------------------------------ |
| 高山帶   | 黑緣豆粉蝶（ミヤマモンキチョウ） | 粉蝶科 | 近危物種（環境省、富山、岐阜、長野）                               |
| 高山帶   | 濃酒眼蝶                         | 蛺蝶科 |                                                                    |
| 亞高山帶 | 紅眼蝶                           | 蛺蝶科 | 近危物種（環境省、新潟縣）                                         |
| 亞高山帶 | 波翅紅眼蝶                       | 蛺蝶科 | 近危物種（環境省、新潟縣）                                         |
| 亞高山帶 | 紅襟粉蝶                         | 粉蝶科 | 瀕危物種（新潟）、易危物種（富山）、近危物種（環境省、長野、岐阜） |
| 亞高山帶 | 日本小檗絹粉蝶                   | 粉蝶科 | 瀕危物種（長野）、易危物種（環境省）                               |
| 亞高山帶 | 銀弄蝶                           | 弄蝶科 | 近危物種（環境省、岐阜・長野）                                     |
| 亞高山帶 | 紅線蛺蝶                         | 蛺蝶科 | 危急種（環境省）、近危物種（長野、岐阜）                           |
| 亞高山帶 | 蕁麻蛺蝶                         | 蛺蝶科 | 近危物種（長野）                                                   |

### 植物
公園內有眾多植物被指定為國立公園特別地域內指定植物。部分物種如下。上高地在春季可見二輪草等花，山上高山帶融雪後有各種高山植物綻放。白馬岳、蓮華岳、燕岳、大天井岳等砂礫稜線上的風衝地則生長著有「高山植物女王」之稱的駒草群落。
- 柳葉菜科 - 柳蘭
- 岩梅科 - 岩團扇（日语：イワウチワ）、岩梅（日语：イワウメ）、小岩鏡（日语：イワカガミ）
- 金絲桃科 - 信濃弟切（日语：イワオトギリ）
- 岩高蘭科 - 岩高蘭
- 菊科 - 兔菊（日语：ウサギギク）、薄雪草、蹄葉橐吾、高嶺苦菜（日语：タカネニガナ）、高山薄雪草、深山秋麒麟草（日语：ミヤマアキノキリンソウ）
- 毛茛科 - 多被銀蓮花、三輪草、信濃金梅、白根葵（日语：シラネアオイ）、白山一花、姬一華（日语：ヒメイチゲ）、細葉鳥兜、深山金鳳花、深山苧環（日语：ミヤマオダマキ）、立金花、伶人草（日语：レイジンソウ）
- 罌粟科 - 駒草（日语：コマクサ）
- 玄參科 - 得撫草（日语：ウルップソウ）、四葉鹽釜（日语：ヨツバシオガマ）
- 報春花科 - 大櫻草（日语：オオサクラソウ）、褄取草、白山小櫻（日语：ハクサンコザクラ）
- 天南星科 - 水芭蕉（日语：ミズバショウ）
- 忍冬科 - 大瓢箪木（日语：オオヒョウタンボク）、北極花
- 堇菜科 - 雙花堇菜、高嶺菫（日语：タカネスミレ）
- 蓼科 - 裏白蓼（日语：ウラジロタデ）、御蓼（日语：オンタデ）
- 狸藻科 - 野捕蟲堇
- 杜鵑花科 - 青之栂桜（日语：アオノツガザクラ）、赤物（日语：アカモノ）、岩髭（日语：イワヒゲ）、牛皮杜鵑、越橘、紅脈吊鐘花（日语：サラサドウダン）、短果杜鵑（日语：ハクサンシャクナゲ）
- 石竹科 - 信濃撫子（日语：シナノナデシコ）、千手岩菲（日语：センジュガンピ）、高嶺爪草（日语：タカネツメクサ）、高山瞿麥
- 薔薇科 - 東亞仙女木、珍車（日语：チングルマ）、深山大根草（日语：ミヤマダイコンソウ）、深山金梅（日语：ミヤマキンバイ）
- 光藓科（英语：Schistostega） - 光藓（日语：ヒカリゴケ）
- 牻牛兒苗科 - 高嶺郡内風露（日语：タカネグンナイフウロ）、白山風露（日语：ハクサンフウロ）
- 景天科 - 紅景天
- 松科 - 偃松
- 川續斷科 - 高嶺松蟲草（日语：タカネマツムシソウ）
- 小檗科 - 山荷葉、戶隱草（日语：トガクシショウマ）
- 木蘭科 - 天女木蘭
- 茅膏菜科 - 圓葉茅膏菜
- 虎耳草科 - 梅花草、色丹草（日语：シコタンソウ）、大文字草（日语：ダイモンジソウ）
- 百合科 - 延齡草、片栗、衣笠草、車百合（日语：クルマユリ）、小梅蕙草（日语：コバイケイソウ）、日光黃菅、深山黑百合（日语：クロユリ）
- 蘭科 - 得撫草（日语：ウルップソウ）、手參、白山千鳥（日语：ハクサンチドリ）
- 龍膽科 - 御山龍膽（日语：オヤマリンドウ）、立山龍膽、高山龍膽

## 地理

### 面積

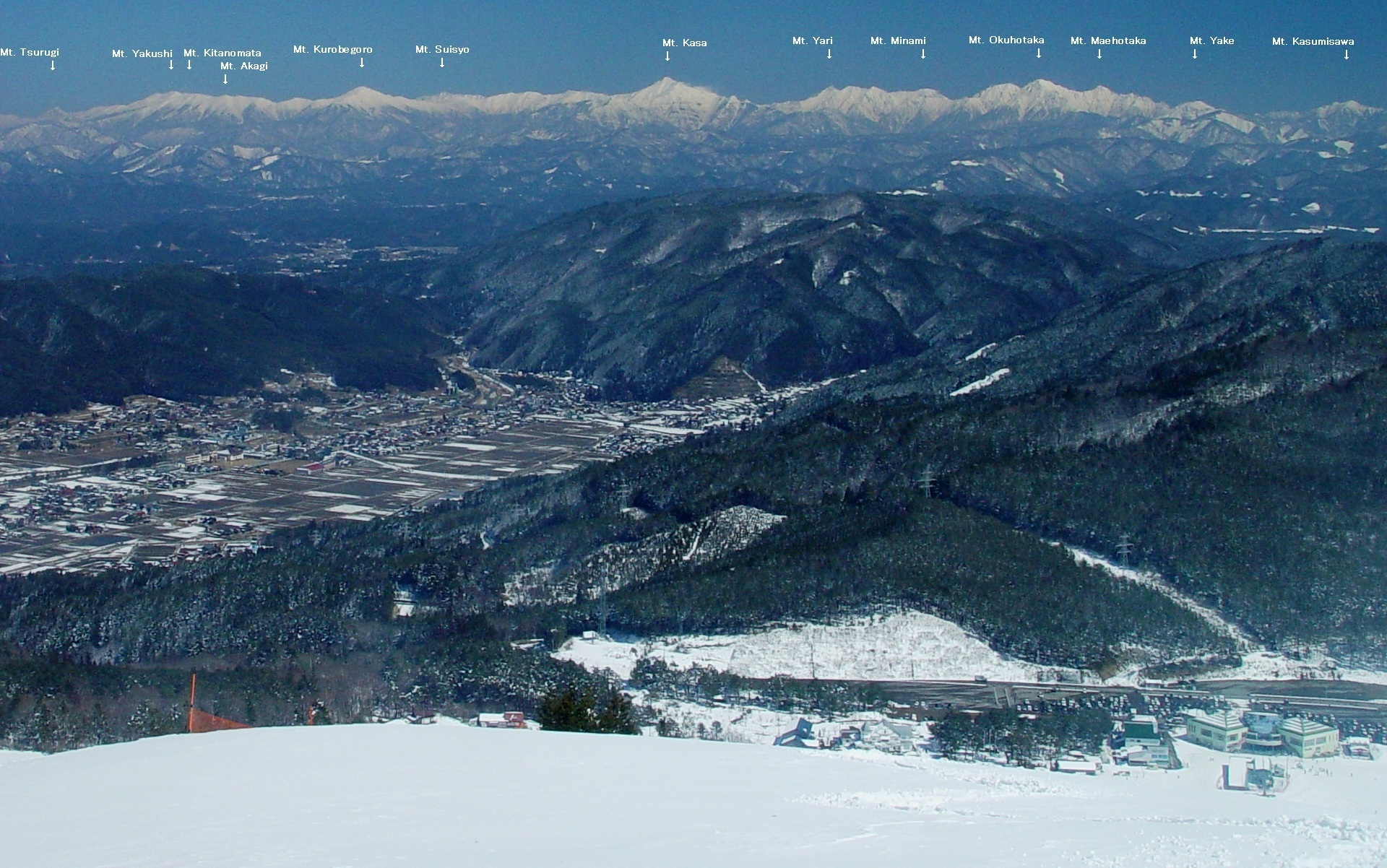
從西方的位山眺望飛驒山脈劍岳至乘鞍岳的山群

總面積為174,323公頃，約89%屬於國有地，約37%是特別保護地區。僅白馬岳周邊部分山域在新潟縣。

### 主要山岳
飛驒山脈的主稜線從日本海的親不知經後立山連峰至鎌峰南邊的長峰峠，其中朝日岳至乘鞍岳之間屬於公園指定範圍。此外，三俣蓮華岳至立山連峰毛勝三山的山域，以及槍岳經大天井岳至常念山脈餓鬼岳與霞澤岳之間的山域也是公園指定區域。
公園內共有14座山入選日本百名山。小蓮華山（標高2,766 m）是新潟縣最高峰，立山（3,015 m）是富山縣最高峰，穗高岳是長野縣與、岐阜縣及中部山岳的最高峰。
幾乎所有主要稜線都已整備登山道、山小屋與露營場。國立公園內禁止在露營指定地以外露營。冬季除了西穗山莊以外的大部分山小屋都暫時關閉。豪雪地帶山域東面的白馬大雪溪、劍澤雪溪、針之木雪溪合稱日本三大雪溪。立山的御前澤與劍岳的小窗、三之窗有冰河存在。
| 山名       | 平假名             | 標高(m) | 山系                | 都道府縣             | 備註                              | 山容 |
| ---------- | ------------------ | ------- | ------------------- | -------------------- | --------------------------------- | ---- |
| 朝日岳     | あさひだけ         | 2,417   | 後立山連峰          | 新潟縣 富山縣        | 日本三百名山                      |      |
| 白馬岳     | しろうまだけ       | 2,932   | 後立山連峰          | 長野縣 富山縣        | 日本百名山 白馬大雪溪             |      |
| 唐松岳山   | からまつだけ       | 2,696   | 後立山連峰          | 長野縣 富山縣        | 日本三百名山                      |      |
| 五龍岳     | ごりゅうだけ       | 2,814   | 後立山連峰          | 長野縣 富山縣        | 日本百名山                        |      |
| 鹿島槍岳   | かしまやりだけ     | 2,889   | 後立山連峰          | 長野縣 富山縣        | 日本百名山                        |      |
| 爺岳       | じいがたけ         | 2,670   | 後立山連峰          | 長野縣 富山縣        | 日本三百名山                      |      |
| 針之木岳   | はりのきだけ       | 2,821   | 後立山連峰          | 長野縣 富山縣        | 日本二百名山 針之木雪溪           |      |
| 毛勝山     | けかちやま         | 2,414   | 立山連峰            | 富山縣               | 日本二百名山 毛勝三山             |      |
| 劍岳       | つるぎだけ         | 2,999   | 立山連峰            | 富山縣               | 日本百名山 劍澤雪溪               |      |
| 奧大日岳   | おくだいにちだけ   | 2,616   | 立山連峰            | 富山縣               | 日本二百名山                      |      |
| 立山       | たてやま           | 3,015   | 立山連峰            | 富山縣               | 日本百名山 富山縣最高峰           |      |
| 藥師岳     | やくしだけ         | 2,926   | 立山連峰            | 富山縣               | 日本百名山                        |      |
| 黑部五郎岳 | くろべごろうだけ   | 2,840   | 立山連峰            | 富山縣 岐阜縣        | 日本百名山                        |      |
| 赤牛岳     | あかうしだけ       | 2,864   | 飛驒山脈 讀賣新道   | 富山縣 長野縣        | 日本二百名山                      |      |
| 水晶岳     | すいしょうだけ     | 2,986   | 飛騨山脈 讀賣新道   | 富山縣 長野縣        | 日本百名山                        |      |
| 蓮華岳     | れんげだけ         | 2,799   | 飛驒山脈主稜 裏銀座 | 富山縣 長野縣        | 日本三百名山                      |      |
| 烏帽子岳   | れんげだけ         | 2,628   | 飛騨山脈主稜 裏銀座 | 富山縣 長野縣        | 日本三百名山                      |      |
| 野口五郎岳 | のぐちごろうだけ   | 2,924   | 飛驒山脈主稜 裏銀座 | 富山縣 長野縣        | 日本三百名山                      |      |
| 鷲羽岳     | わしばだけ         | 2,924   | 飛驒山脈主稜 裏銀座 | 富山縣 長野縣        | 日本百名山                        |      |
| 三俣蓮華岳 | みつまたれんげだけ | 2,841   | 飛驒山脈主稜 裏銀座 | 富山縣 長野縣 岐阜縣 | 日本三百名山 三國境               |      |
| 雙六岳     | すごろくだけ       | 2,860   | 飛驒山脈主稜 裏銀座 | 富山縣 長野縣        | 雙六小屋                          |      |
| 餓鬼岳     | がきだけ           | 2,647   | 常念山脈            | 長野縣               | 日本二百名山                      |      |
| 燕岳       | つばくろだけ       | 2,763   | 常念山脈            | 長野縣               | 日本二百名山                      |      |
| 大天井岳   | おてんしょうだけ   | 2,922   | 常念山脈            | 長野縣               | 日本二百名山                      |      |
| 常念岳     | じょうねんだけ     | 2,857   | 常念山脈            | 長野縣               | 日本百名山                        |      |
| 霞澤岳     | かすみざわだけ     | 2,646   | 常念山脈            | 長野縣               | 日本二百名山                      |      |
| 笠岳       | かさがだけ         | 2,897   | 飛驒山脈            | 岐阜縣               | 日本百名山                        |      |
| 槍岳       | やりがだけ         | 3,180   | 飛驒山脈主稜        | 長野縣 岐阜縣        | 日本百名山                        |      |
| 穗高岳     | ほたかだけ         | 3,190   | 飛驒山脈主稜        | 長野縣 岐阜縣        | 日本百名山 中部山岳國立公園最高峰 |      |
| 西穗高岳   | にしほたかだけ     | 2,909   | 飛驒山脈主稜        | 長野縣 岐阜縣        | 西穗山莊                          |      |
| 燒岳       | やけだけ           | 2,455   | 飛驒山脈主稜        | 長野縣 岐阜縣        | 日本百名山                        |      |
| 乘鞍岳     | のりくらだけ       | 3,026   | 飛驒山脈主稜        | 長野縣 岐阜縣        | 日本百名山 五色原 (乘鞍岳)        |      |

### 活火山

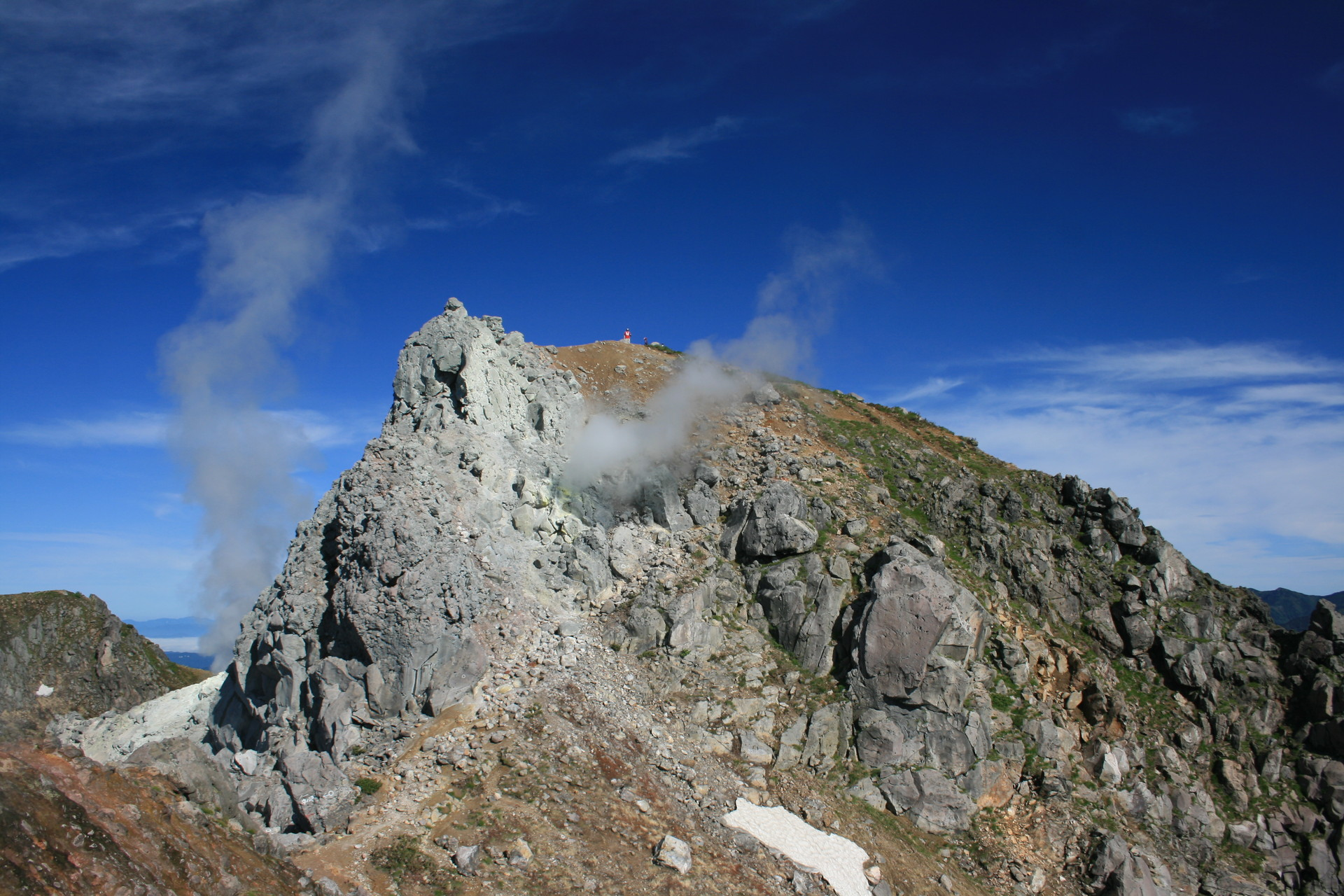
活火山燒岳北峰噴氣口噴出的火山氣體

- 立山火山（日语：立山火山） - 別名「彌陀原火山」。
- 燒岳 - 1915年6月6日大爆發形成梓川的大正池（日语：大正池 (松本市)）。2011年11月氣象廳表示會繼續供噴火預報（噴火警戒等級1、平常）[41]。北峰山頂有火山氣體與硫黃。南峰有崩落危險，禁止進入。
- 赤棚山（日语：アカンダナ山） - 2003年氣象廳將其與燒岳分離。
- 乘鞍岳 - 山頂有12個火口湖。2011年11月氣象廳表示會繼續供噴火預報（噴火警戒等級1、平常）[42]。

### 高原
- 栂池高原（日语：栂池高原）
- 上高地
- 乘鞍高原（日语：乗鞍高原）
- 雲之平（日语：雲ノ平）
- 高天原（日语：高天原 (富山県)）
- 彌陀原（日语：弥陀ヶ原 (立山)）

### 河川
公園內有以下河川。飛驒山脈是其上游。僅飛驒川流入太平洋，其他都流入日本海。
- 姬川（日语：姫川）
  - 松川（日语：松川 (白馬村)） - 源頭為白馬岳與唐松岳，白馬大雪溪在其上游。
- 信濃川水系
  - 高瀨川（日语：高瀬川 (長野県)） - 上游有1979年完成的東京電力高瀨水壩（日语：高瀬ダム）。
  - 梓川 - 源頭為槍岳與穗高岳等。梓川的上高地為日本知名景點。
- 飛驒川（日语：飛騨川） - 源頭為乘鞍岳。
- 神通川
  - 高原川（日语：高原川） - 源頭為槍岳、穗高岳、笠岳等。
- 常願寺川 - 源頭為立山與藥師岳。上游有北陸電力的有峰水壩（日语：有峰ダム）及稱名瀑布。
- 早月川（日语：早月川） - 源頭為劍岳。
- 片貝川（日语：片貝川） - 源頭為毛勝三山。
- 黑部川 - 黑部峽谷分為「下廊下」與「上廊下」。1963年完成的關西電力黑部水壩是立山黑部阿爾卑斯山脈路線的觀光景點之一。

### 水壩湖
公園內有多個發電用大型水壩湖。
- 黑部湖
- 有峰湖（日语：有峰ダム）
- 高瀬湖（日语：高瀬ダム）
- 七倉水壩（日语：七倉ダム） - 高瀨湖下游。

### 湖沼
公園內山上有眾多湖沼與火口湖。
- 風吹大池（日语：風吹大池）
- 白馬大池（日语：白馬大池）
- 長池（日语：長池 (富山県)） - 鉢岳（日语：鉢ヶ岳）南方。
- 冷池、種池 - 爺岳周邊。
- 仙人池 - 劍岳的仙人池小屋旁。
- 硯池（日语：硯ヶ池） - 在別山（日语：別山）山頂。是日本最高的池。
- 御廚池（日语：ミクリガ池）、綠池（日语：ミドリガ池）、龍膽池（日语：リンドウ池）、血之池（日语：血の池 (富山県)） - 立山室堂的火口湖。
- 四十八池 - 烏帽子岳（日语：烏帽子岳 (飛騨山脈)）山頂直下東側[43]。
- 泥鰌池（日语：泥鰌池）、多枝原池（日语：多枝原池）、刈込池（日语：刈込池 (富山県)） - 立山破火山口內
- 新湯（日语：新湯） - 國家天然紀念物，位於立山破火山口內，水溫高達70度。出產高級蛋白石。
- 五郎池（日语：五郎池） - 野口五郎岳的西山腹。
- 龍晶池（日语：竜晶池） - 高天原北邊的夢之平。
- 水晶池（日语：水晶池） - 水晶岳與高天原溫泉（日语：高天原温泉）之間。
- 鷲羽池 - 鷲羽岳（日语：鷲羽岳）山頂直下。
- 雙六池 - 雙六小屋（日语：双六小屋）南側。
- 鏡池 - 鏡平山莊（日语：鏡平山荘）旁，倒映著槍岳的池面是展望點之一[44]。
- 天狗池 - 梓川上游槍澤的天狗原。
- 北穗高池 - 北穗高岳東北側山腰。
- 奧又白池 - 前穗高岳東側山腰。
- 葫蘆池 - 明神岳東南側山腰。
- 明神池（日语：明神池 (松本市)） - 入口在上高地明神。
- 大正池（日语：大正池 (松本市)）、田代池（日语：田代池） - 上高地的梓川。
- 燒岳的火口湖
- 乘鞍岳的火口湖 - 山頂有權現池、五之池等12個火口湖。

### 主要瀑布
- 稱名瀑布 - 位於稱名川（日语：称名川），落差350公尺。現為國家天然紀念物、日本瀑布百選之一。
- 平湯大瀑布（日语：平湯大滝） - 位於高原川，落差64公尺。日本瀑布百選之一。
- 三本瀑布（日语：三本滝） - 位於小大野川（梓川支流），落差50公尺。日本瀑布百選之一。

### 主要溫泉
- 蓮華溫泉（日语：蓮華温泉） - 乘鞍岳（日语：乗鞍岳 (白馬連峰)）北山腰
- 白馬鑓溫泉（日语：白馬鑓温泉） - 鑓ヶ岳東南山腰
- 鐘釣溫泉（日语：鐘釣温泉）、祖母谷溫泉（日语：祖母谷温泉）、名劍溫泉（日语：名剣温泉）、阿曾原溫泉（日语：阿曽原温泉） - 黑部峽谷
- 地獄谷溫泉（日语：地獄谷 (立山町)） - 立山室堂

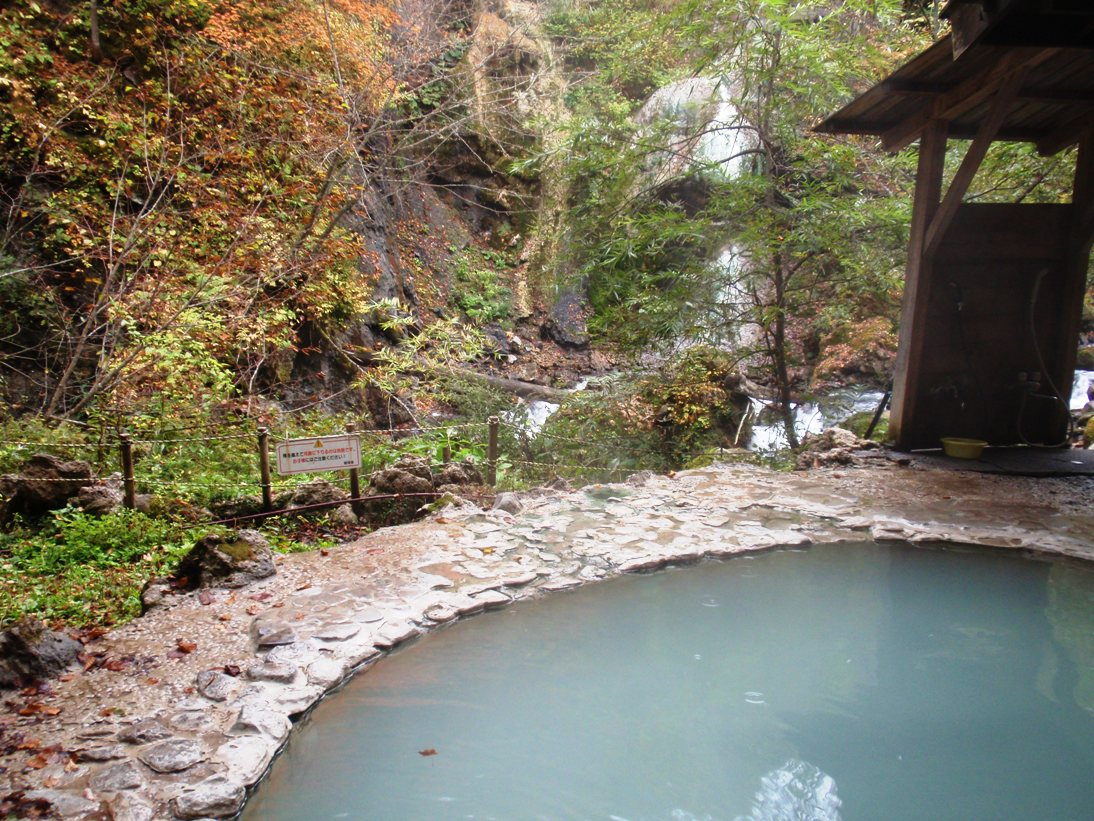
國家特別天然紀念物白骨溫泉的共同浴場

- 高天原溫泉（日语：高天原温泉） - 水晶岳西北方溫泉澤
- 湯俣溫泉（日语：湯俣温泉） - 高瀨溪谷的噴湯丘與球狀石灰石為天然紀念物
- 上高地溫泉（日语：上高地温泉） - 上高地梓川右岸
- 中之湯溫泉（日语：中の湯温泉） - 燒岳東南山腰
- 坂卷溫泉（日语：坂巻温泉） - 霞澤岳西南山麓的梓川右岸
- 白骨溫泉 - 白骨溫泉的噴湯丘與球狀石灰石為特別天然紀念物

### 鄰接的自然公園
- 朝日縣立自然公園（日语：朝日県立自然公園）
- 有峰縣立自然公園（日语：有峰県立自然公園）
- 僧岳縣立自然公園（日语：僧ヶ岳県立自然公園）
- 野麥縣立自然公園

### 相關市町村
- 新潟縣糸魚川市
- 富山縣富山市、魚津市、黑部市、朝日町、上市町、立山町
- 長野縣松本市、安曇野市、大町市、白馬村、小谷村
- 岐阜縣高山市、飛驒市

## 交通

### 私家車輛管制

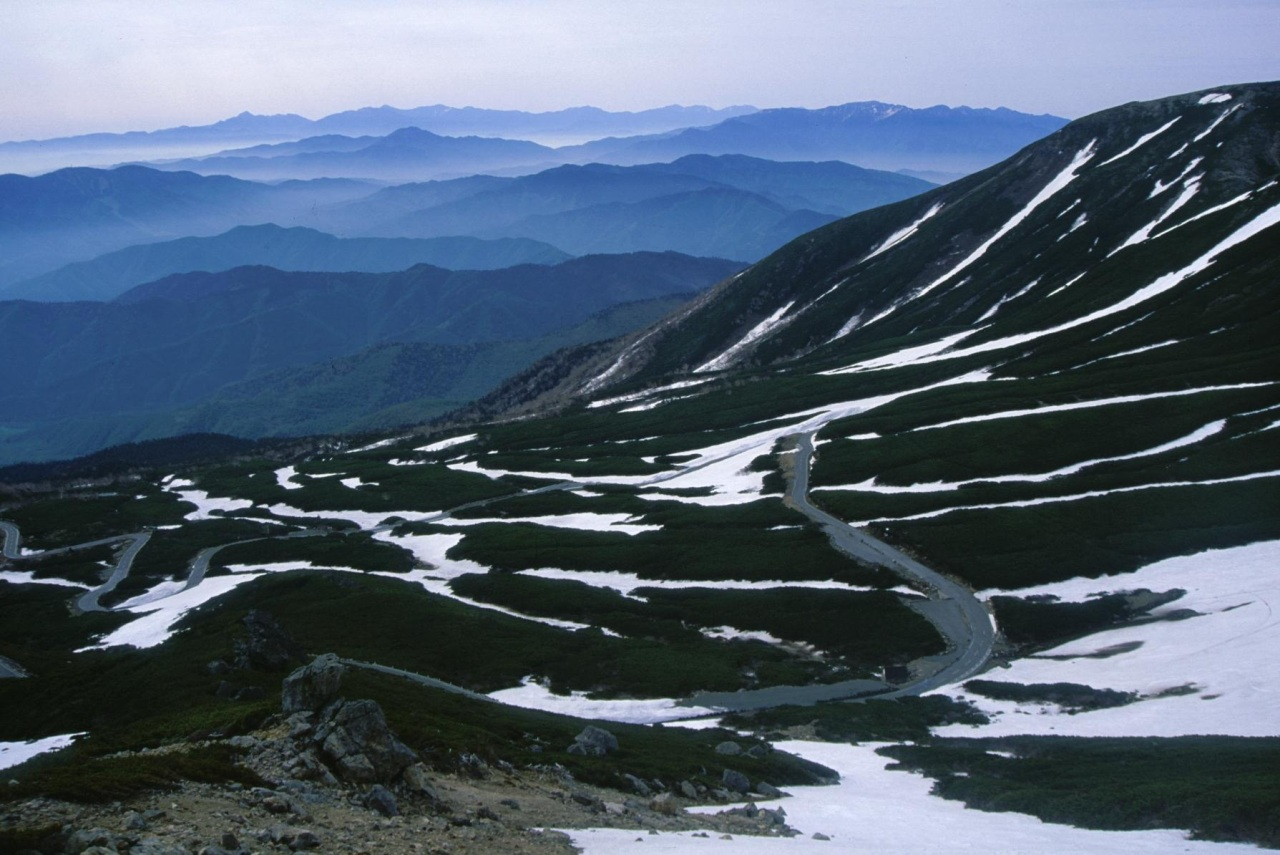
實施My car規制的長野縣道84號乘鞍岳線

- 立山收費道路（日语：立山有料道路） - 富山縣道6號富山立山公園線（日语：富山県道6号富山立山公園線）的桂台至美女平與追分至室堂區間全年實施My car規制。
- 上高地 - 長野縣道24號上高地公園線（日语：長野県道24号上高地公園線）全年實施My car規制，一般車輛禁止進入。冬季道路關閉，上高地內的住宿設施停止營業。
- 栂池 - 1992年7月14日起，前往日本重要濕地500（日语：日本の重要湿地500）之一的栂池濕原（栂池自然園）的道路實施第1種特別地域車輛進入限制[45]。往栂池自然園可利用索道與纜車。
- 乘鞍岳 - 2003年5月15日起，乘鞍Skyline（日语：乗鞍スカイライン）禁止一般車輛進入。長野縣道84號乘鞍岳線（日语：長野県道84号乗鞍岳線）（乘鞍Ecoline）的三本瀑布大門至疊平區間全年實施My car規制。

### 纜車
公園內有三座纜車。八方尾根滑雪場與白馬五龍滑雪場等山麓滑雪場在夏季會運行空中吊椅。白馬五龍滑雪場上方有2001年開幕的白馬五龍高山植物園。
- 栂池空中纜車 - 連結栂大門站與栂池自然園站。全長1,200公尺。
- 立山空中纜車 - 連結立山黑部阿爾卑斯山脈路線的黑部平站與大觀峰站。全長1,710公尺。高低差488公尺。1970年7月25日開業。

- 新穗高空中纜車（日语：新穂高ロープウェイ）
  - 第一區間- 連結山麓新穗高溫泉（日语：新穂高温泉）的新穗高溫泉站與鍋平高原站。全長573公尺。高低差188公尺。
  - 第二區間- 連結山麓新穗高溫泉白樺平站與西穗高口站。全長2,598公尺。高低差848公尺。山頂站的西穗高口站展望台（標高2,156公尺）曾獲得法國米其林指南二星評價。

### 公園內的道路
- 立山收費道路（日语：立山有料道路） - My car規制。
- 有峰林道（日语：有峰林道） - 通過有峰水壩（日语：有峰ダム）周邊，連結富山縣與岐阜縣。
- 長野縣道45號扇澤大町線（日语：長野県道45号扇沢大町線） - 別名「大町阿爾卑斯山脈路線」。是長野縣前往立山黑部阿爾卑斯山脈路線的聯絡道路。
- 長野縣道327號槍岳矢村線（日语：長野県道327号槍ヶ岳矢村線） - 往中房溫泉（日语：中房温泉）的聯絡道路。
- 長野縣道495號豐科大天井岳線（日语：長野県道495号豊科大天井岳線） - 連結長野縣安曇野市豐科（日语：豊科町）與大天井岳的縣道。
- 國道158號 - 穿越飛驒山脈標高1,790公尺的安房峠（日语：安房峠）。冬季關閉。
- 安房峠道路 - 1997年12月6日啟用的中部縱貫自動車道的一部分。也是中日本高速道路唯一橫貫公園內的自動車專用道路（日语：自動車専用道路）。全長4,370公尺的安房隧道全年可通行。
- 上高地乘鞍林道（日语：上高地乗鞍林道） - 連結上高地與乘鞍高原。
- 乘鞍Ecoline（日语：長野県道84号乗鞍岳線） - My car規制。
- 乘鞍Skyline（日语：乗鞍スカイライン） - My car規制。

### 周邊主要車站
- 白馬站 - JR東日本大糸線車站，是長野縣側往白馬岳的玄關口。位於東南方12公里處。
- 立山站 - 富山地方鐵道立山線車站，是富山縣側往立山的玄關口。位於立山西方16公里處。
- 新島島站 - ALPICO交通上高地線車站，是往上高地最近的車站。位於河童橋東南東方18公里處。
- 高山站 - JR東海高山本線車站，是岐阜縣側往公園南部的玄關口。位於新穗高空中纜車新穗站西南西方33公里處。

### 周邊機場
- 富山機場 - 立山の西方39公里處。
- 松本機場 - 上高地河童橋東南東方28公里處。

## 相關設施

### 集團設施地區、遊客中心
| 地區名   | 面積    | 所在地               | 使用人數（人） |
| -------- | ------- | -------------------- | -------------- |
| 室堂     | 69.1ha  | 富山縣中新川郡立山町 | 772,000        |
| 扇澤     | 21.7ha  | 長野縣大町市         | 1,048,000      |
| 上高地   | 80.2ha  | 長野縣松本市         | 1,238,000      |
| 乘鞍高原 | 531.0ha | 長野縣松本市         | 470,000        |
| 乘鞍鶴池 | 36.7ha  | 岐阜縣高山市         | 105,000        |
| 平湯     | 170.7ha | 岐阜縣高山市         | 206,000        |

| 中心名                      | 設置者 | 所在地                             | 使用人數（人） |
| --------------------------- | ------ | ---------------------------------- | -------------- |
| 上高地資訊中心              | 環境省 | 長野縣松本市安曇上高地             | 283,809        |
| 上高地遊客中心              | 環境省 | 長野縣松本市安曇上高地             | 121,593        |
| 長野縣乘鞍自然保護中心      | 長野縣 | 長野縣松本市乘鞍高原鈴蘭4306-5     | 8,602          |
| 澤渡國家公園大門            | 環境省 | 長野縣松本市安曇4466               | 80,411         |
| 立山自然保護中心            | 富山縣 | 富山縣中新川郡立山町芦峅寺         | 196,455        |
| 欅平遊客中心                | 環境省 | 富山縣黑部市宇奈月町               | 99,432         |
| 飛驒·北阿爾卑斯自然文化中心 | 岐阜縣 | 岐阜縣高山市奧飛驒溫泉鄉平湯763−12 | 休館           |

### 管理機關
以下列出各環境省地方環境事務所：
- 長野自然環境事務所：整體管理
- 松本自然環境事務所：全域，主要負責長野縣域
- 立山自然保護官事務所：負責富山縣域
- 上高地自然保護官事務所：冬季關閉期間轉由松本自然環境事務所管理
- 平湯自然保護官事務所：負責岐阜縣域

## 景色

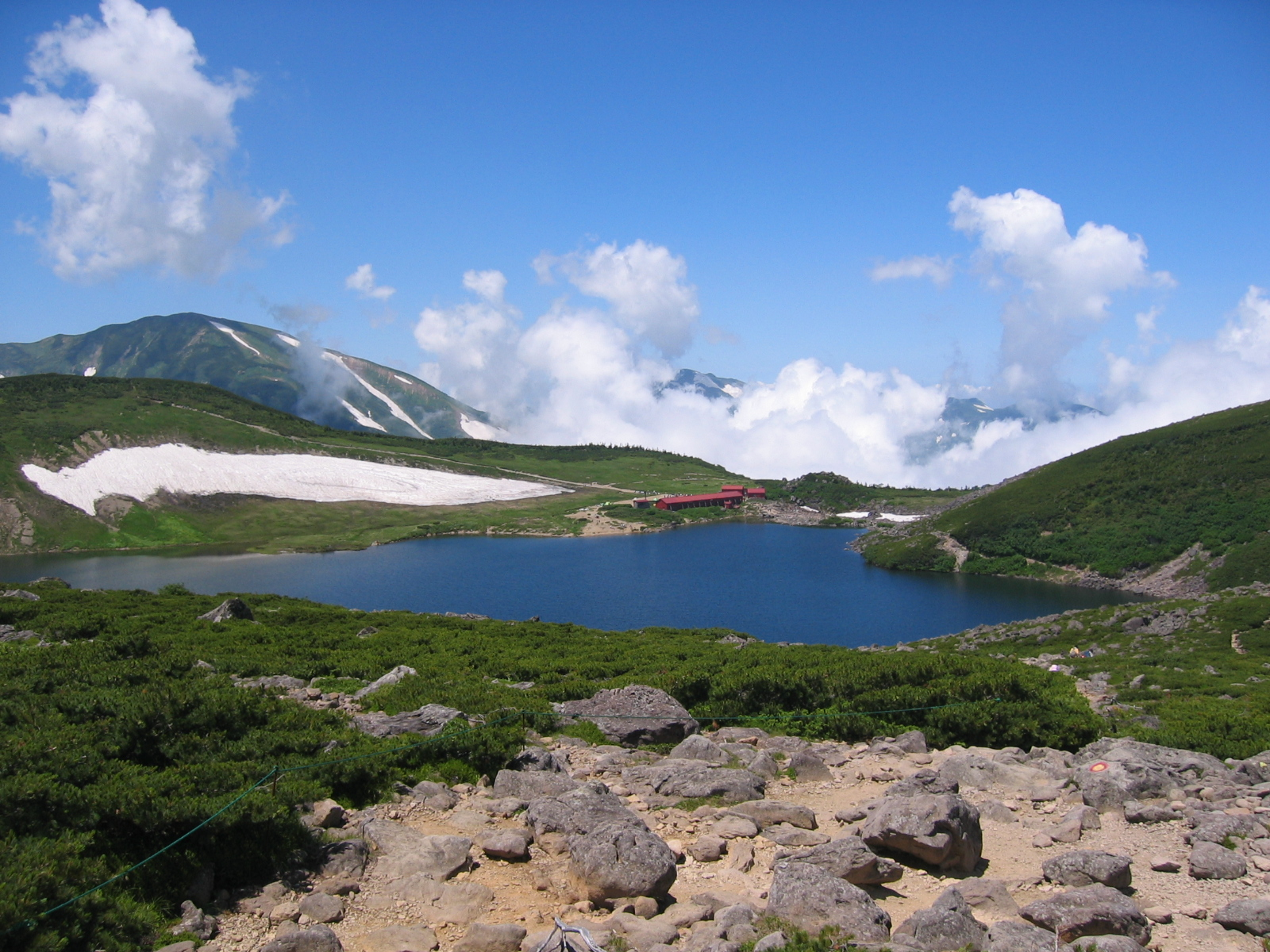
白馬大池（日语：白馬大池）
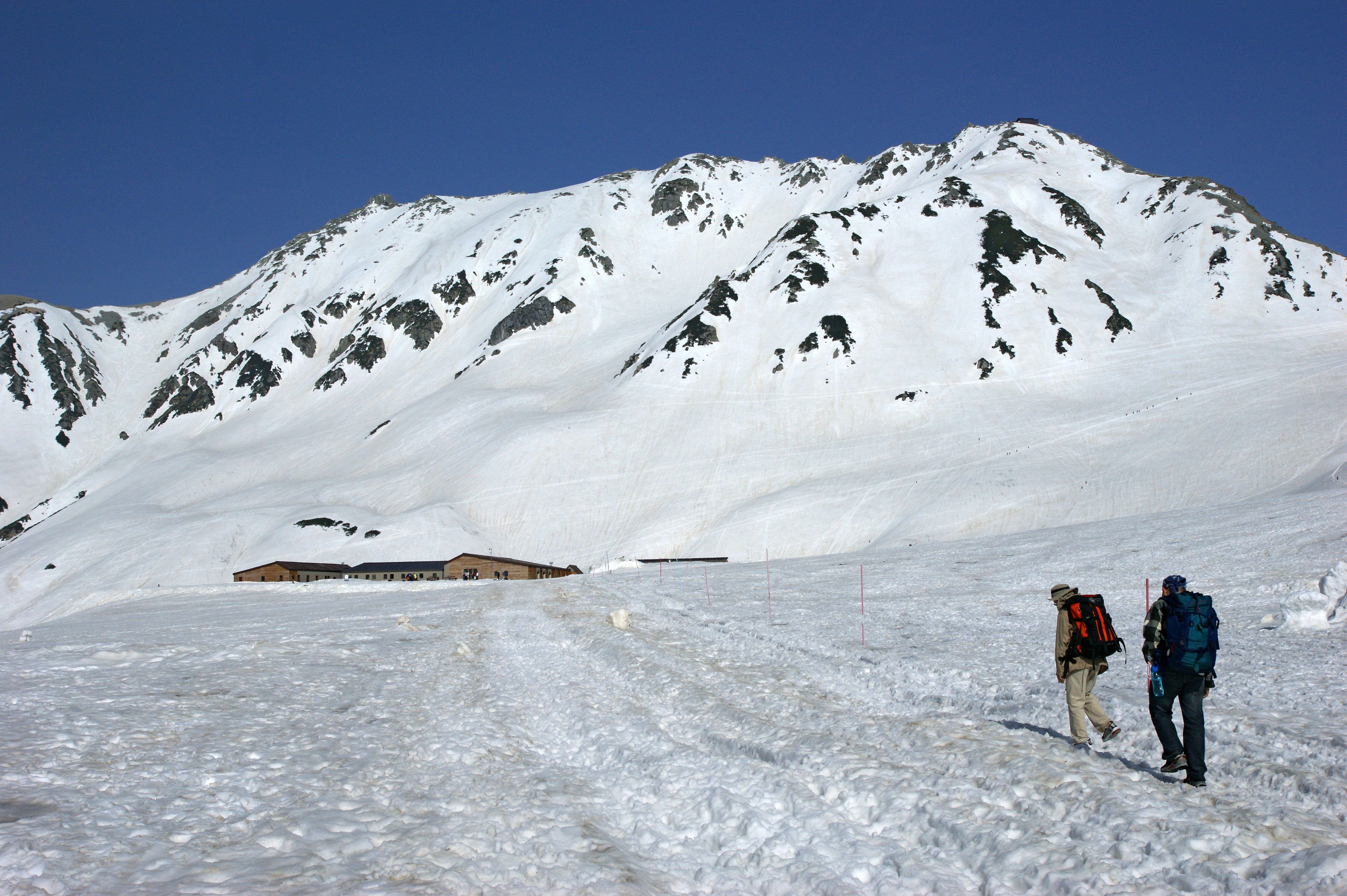
室堂平（日语：室堂平）眺望立山
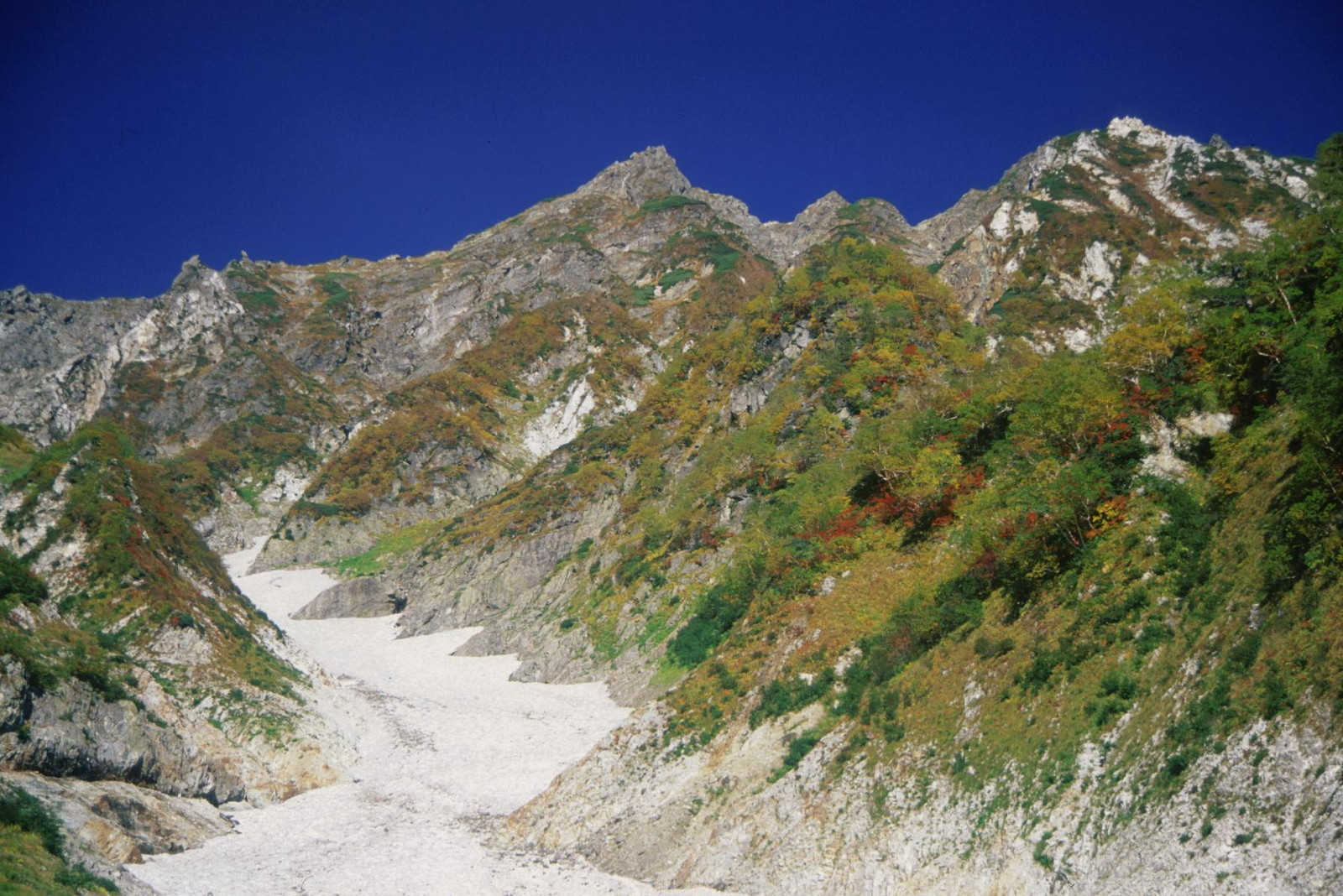
白馬岳大雪溪
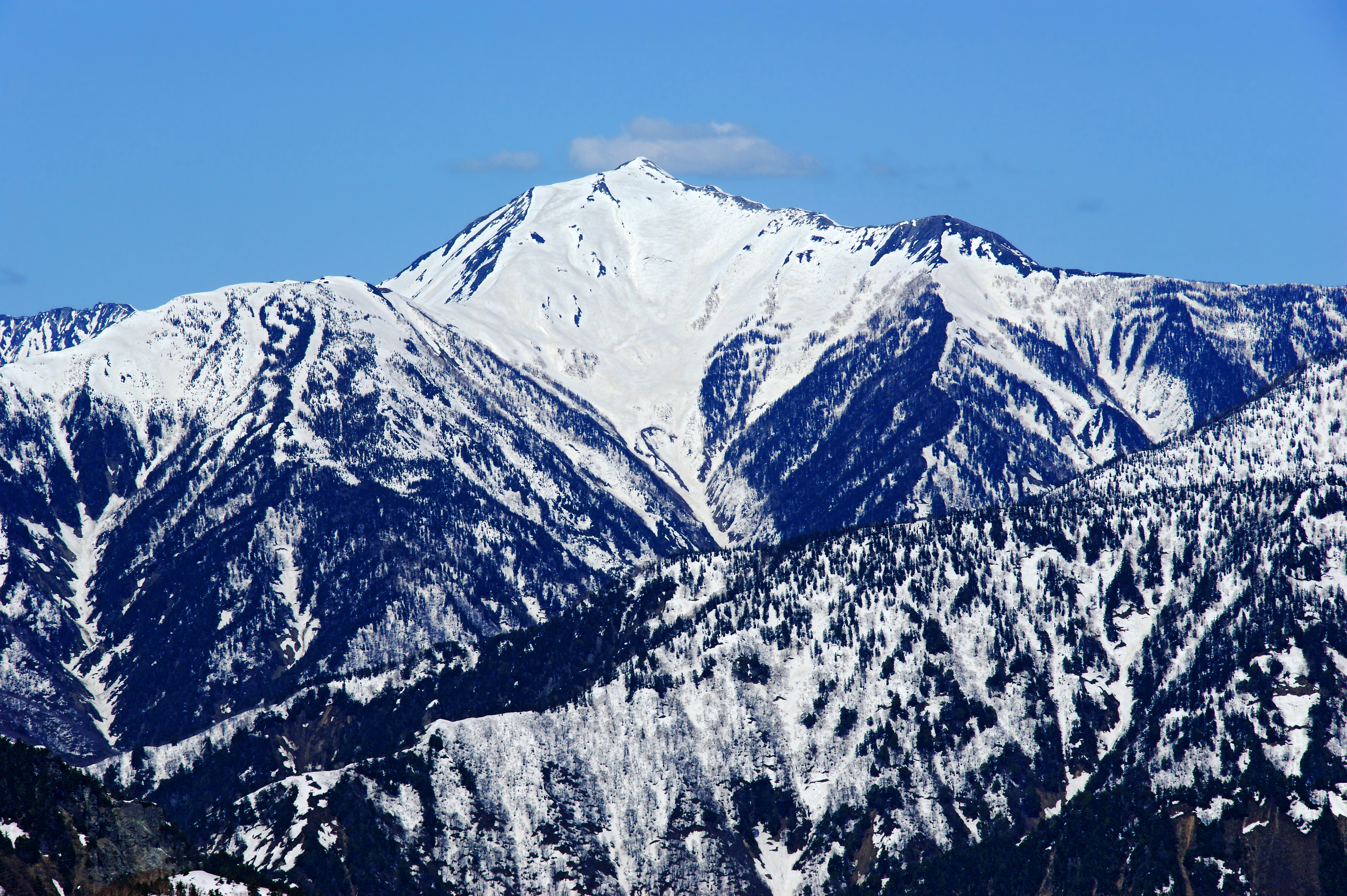
大觀峰眺望鹿島槍岳（日语：鹿島槍ヶ岳）南峰（中央）、牛首山（左）、布引岳（右）
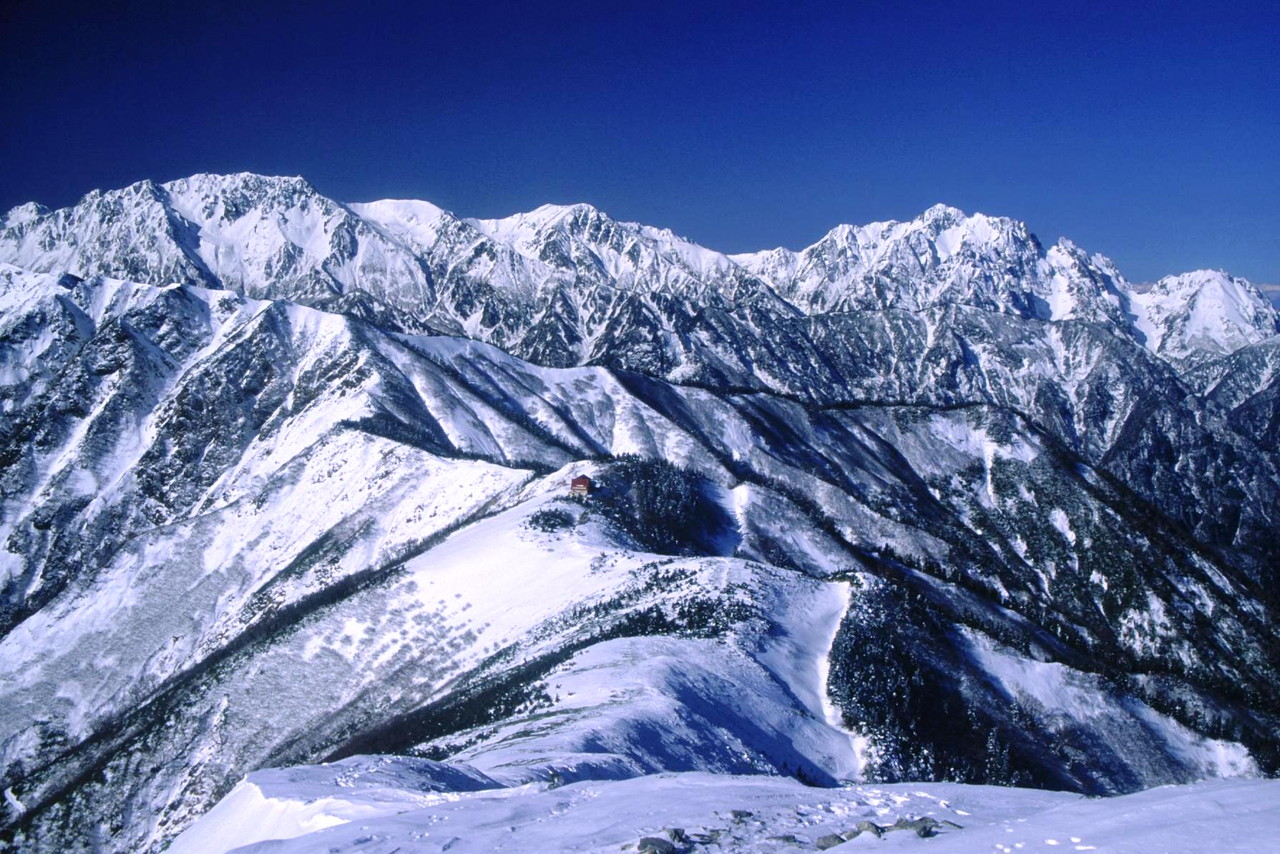
爺岳眺望立山與劍岳
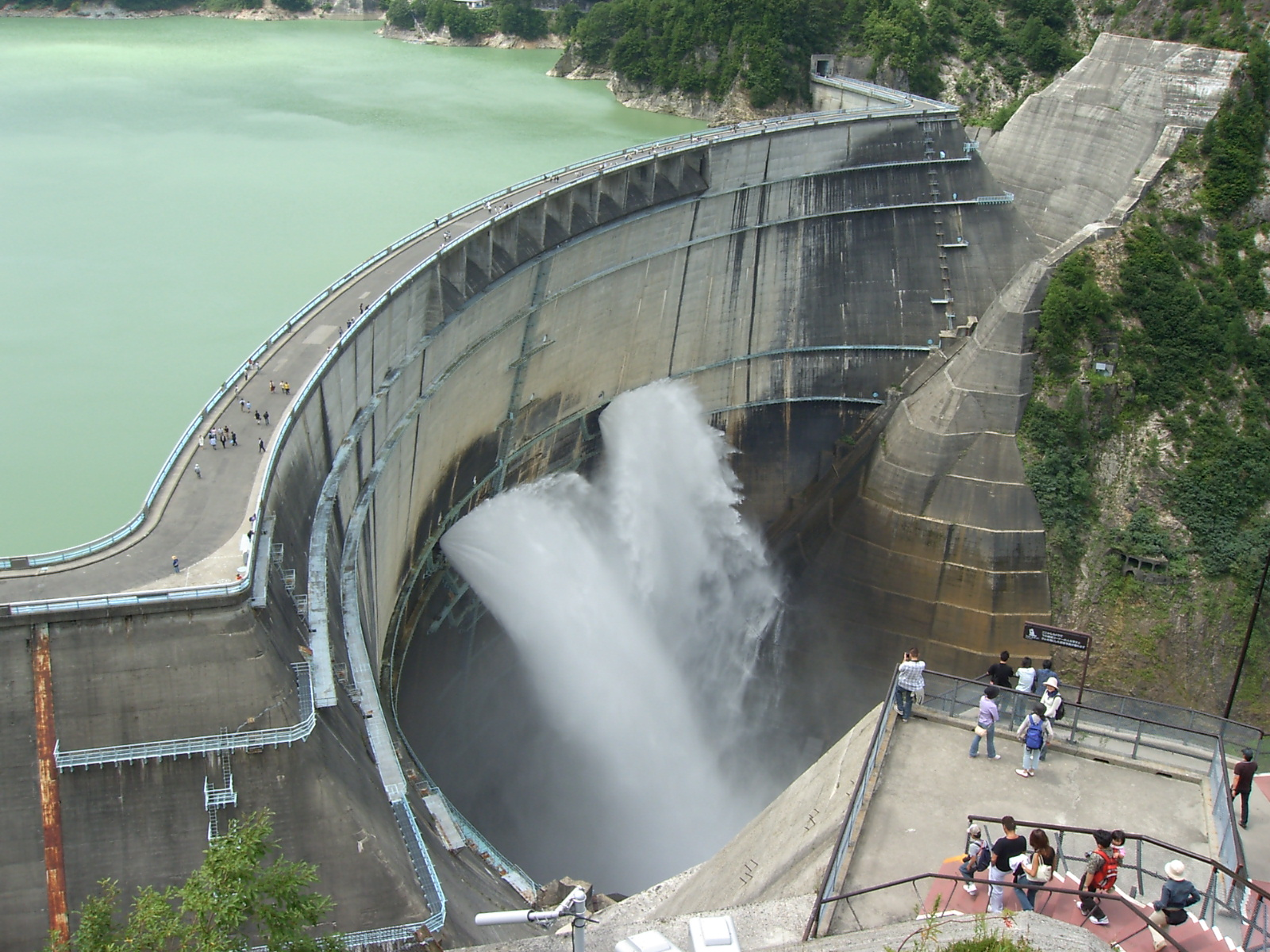
黑部水壩
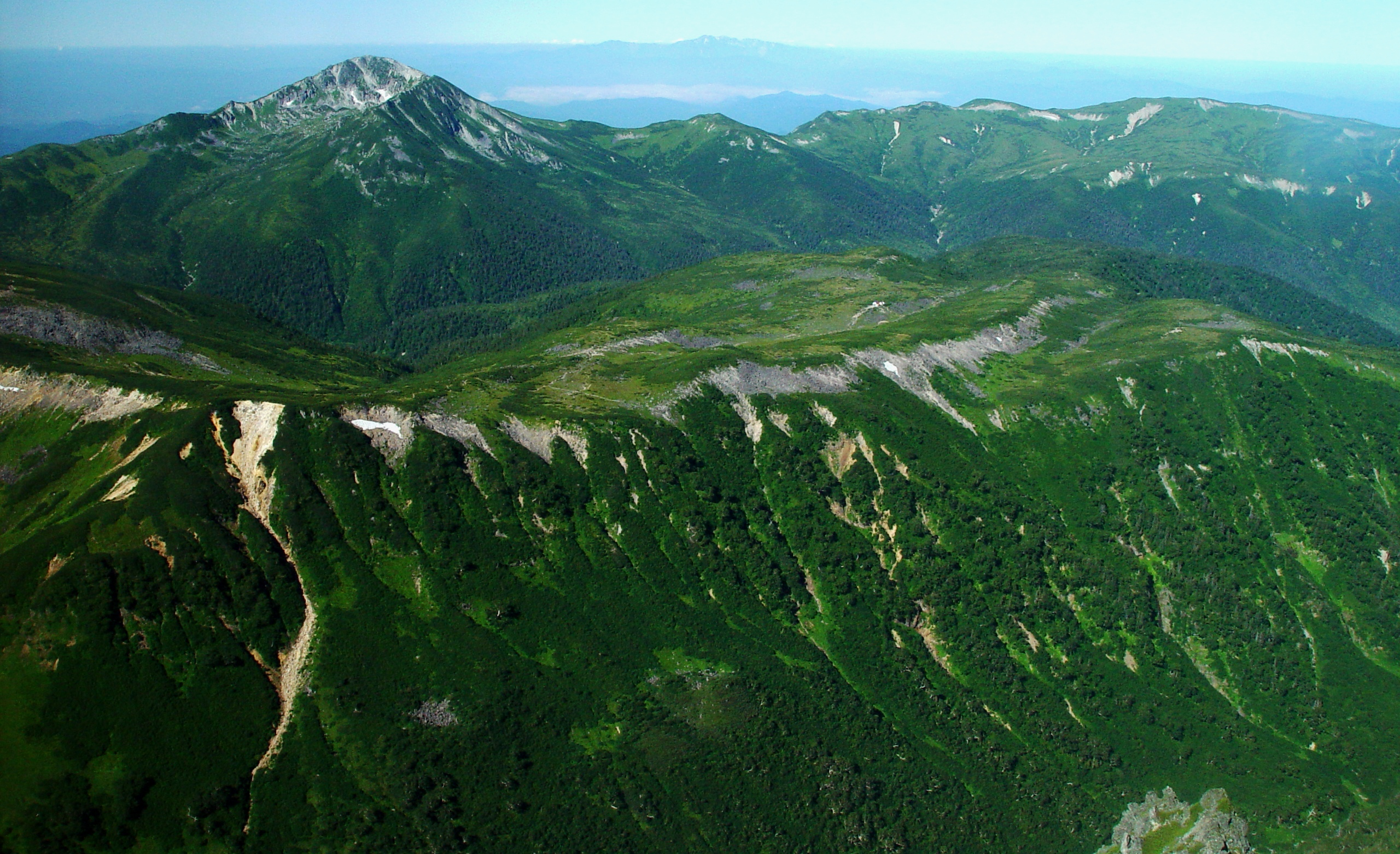
雲之平（日语：雲ノ平）與圈谷地形的黑部五郎岳（日语：黒部五郎岳）
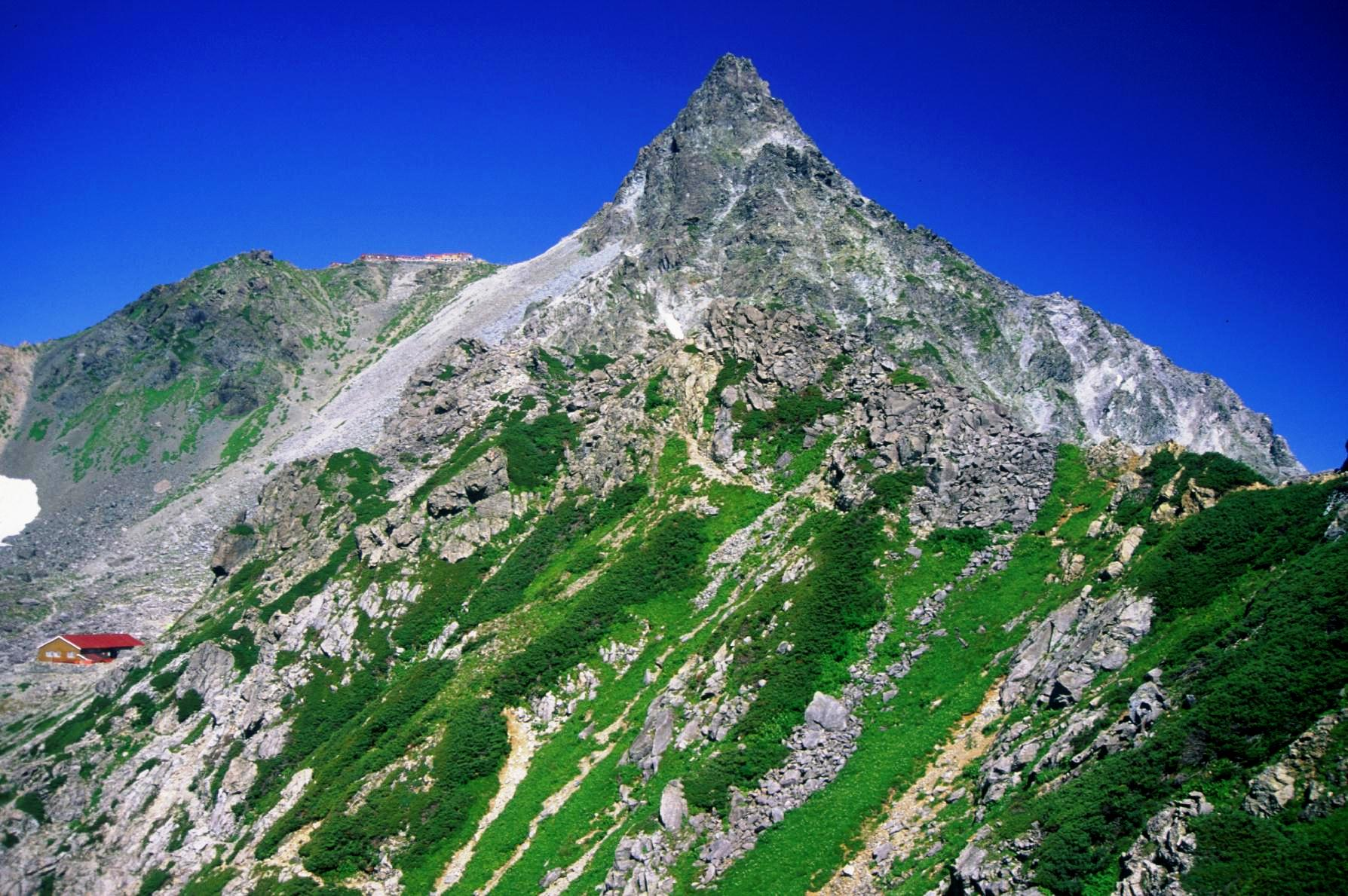
從稱做表銀座（日语：表銀座）的東鎌尾根跳望槍岳
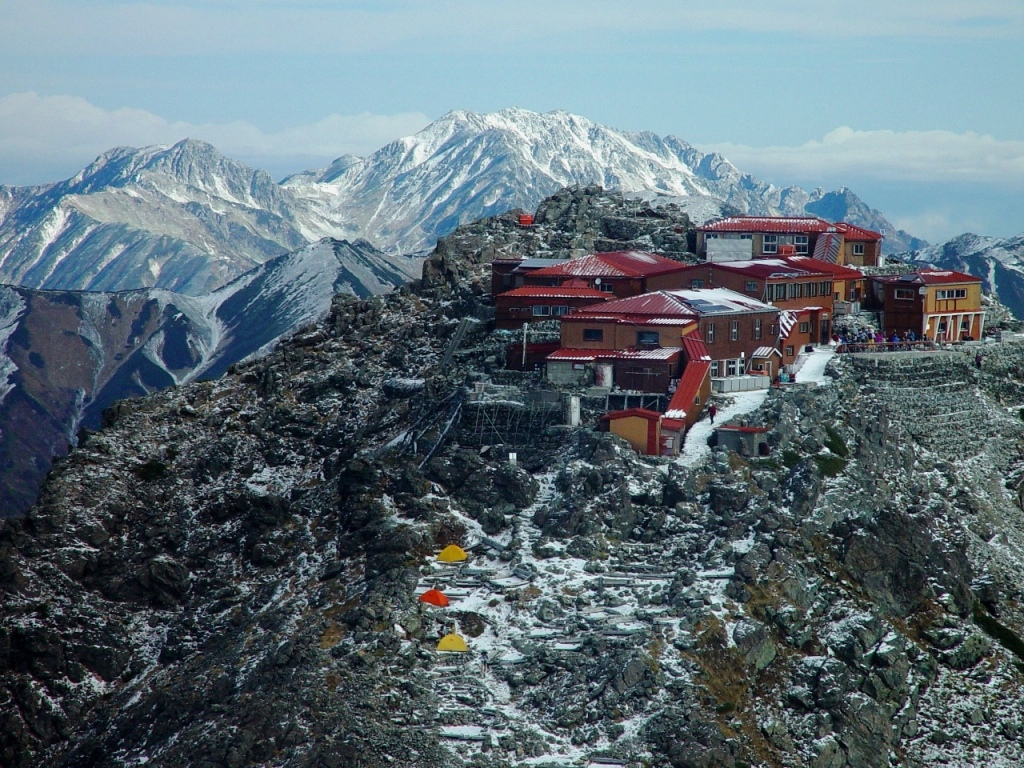
槍岳山頂下方標高3,080公尺的山小屋槍岳山莊（日语：槍ヶ岳山荘）與露營指定地。遠景是立山
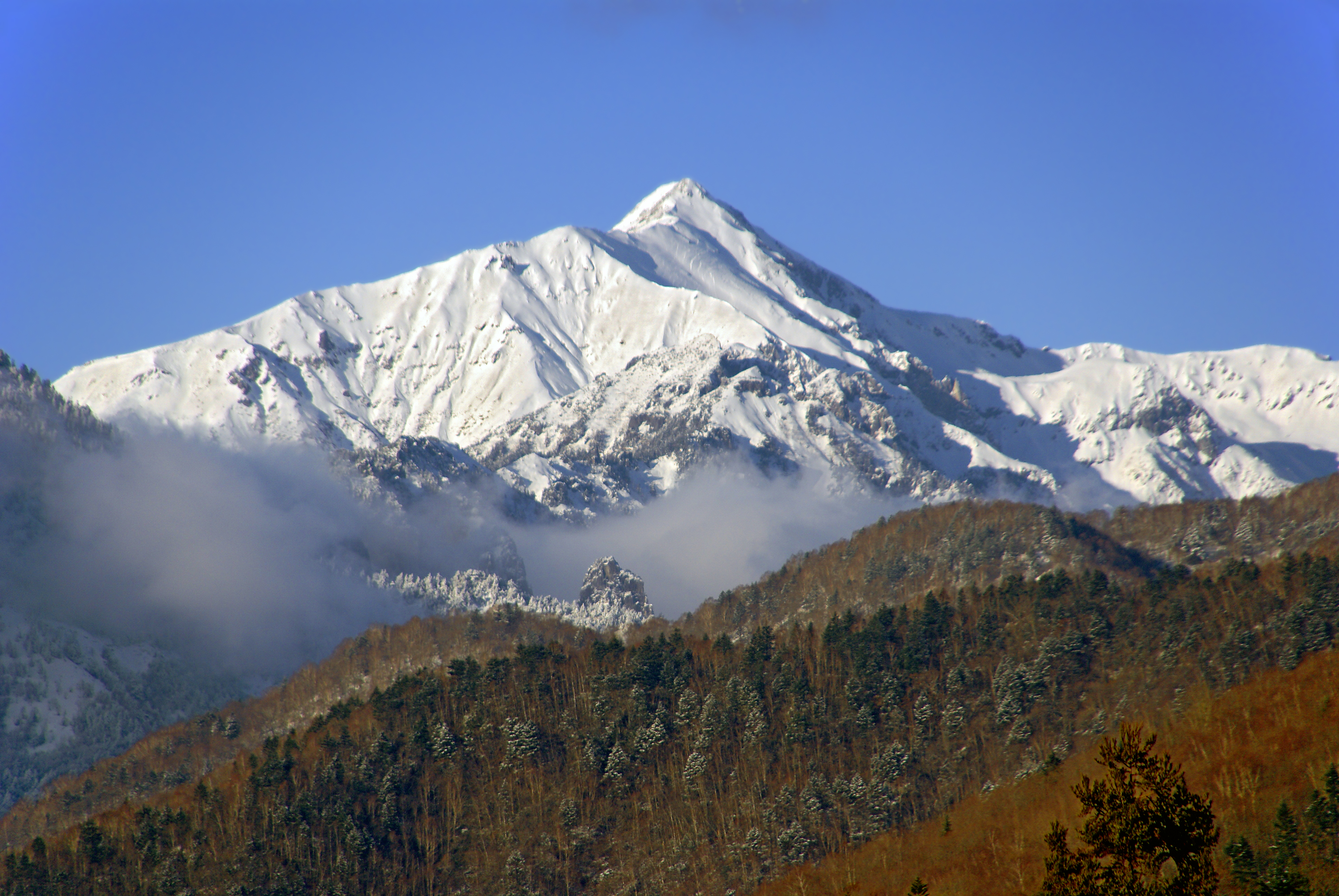
笠岳
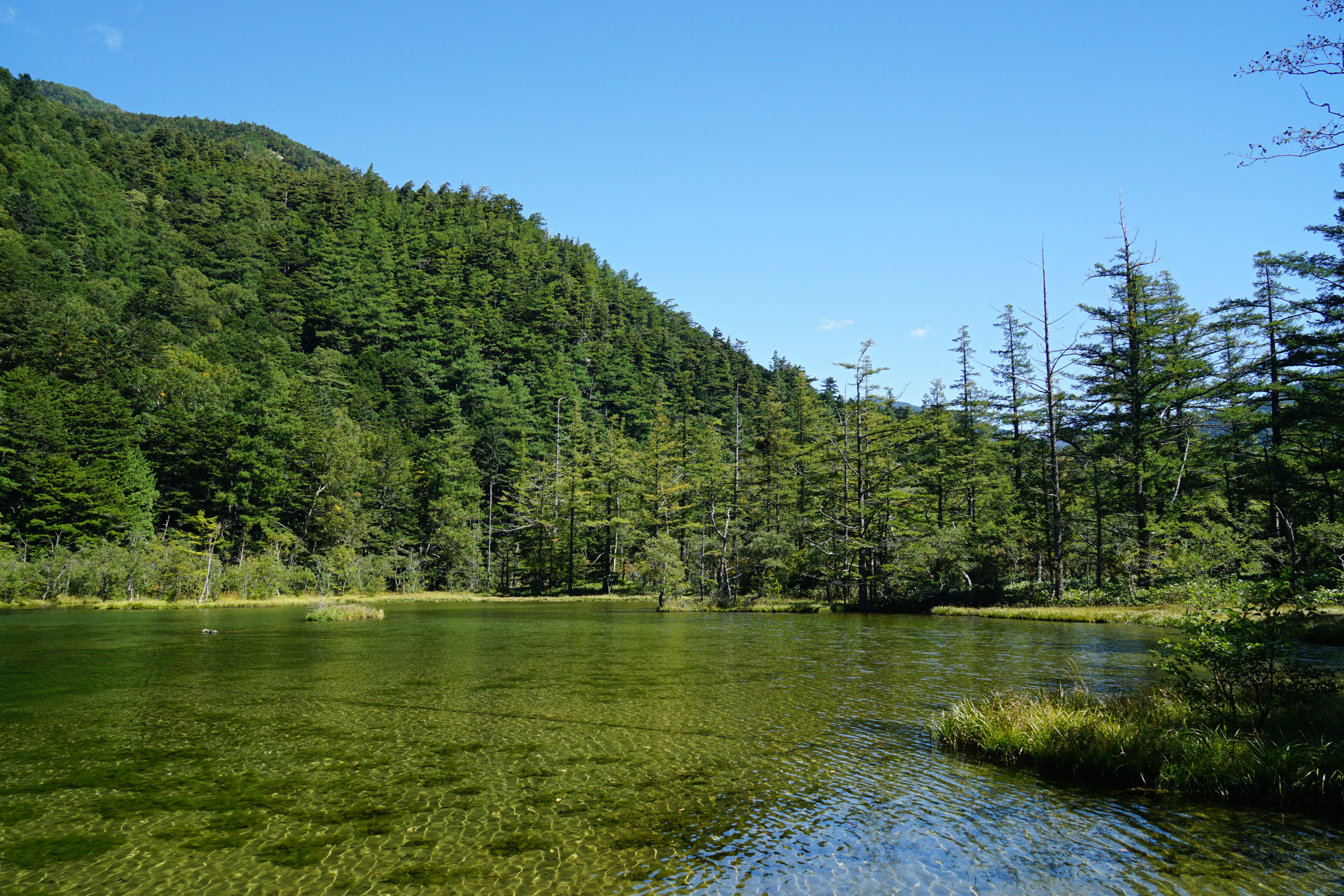
明神池（日语：明神池 (松本市)）
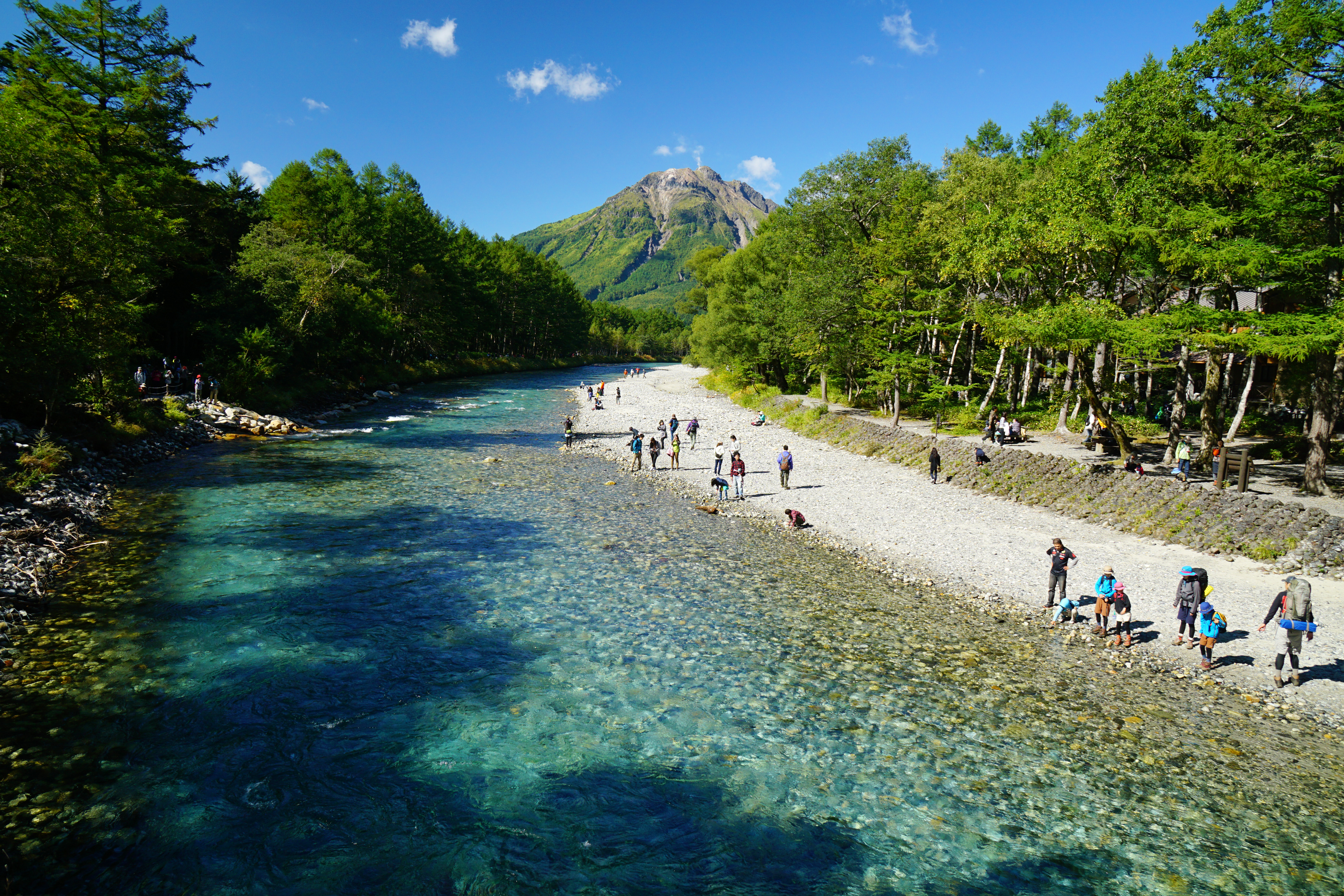
上高地、梓川